# Eduard VI d'Anglaterra
Eduard Tudor i Seymour de Witshire (1537-1553) va néixer al palau de Hampton Court el 12 d'octubre de 1537. Era fill del rei Enric VIII d'Anglaterra i de la seva tercera esposa, Jane Seymour de Witshire i Wentworth. Nomenat hereu al tron, el seu pare li va donar el títol de duc de Cornualles el 25 de febrer de 1547 però no el títol de Príncep de Gal·les, que li pertocava com a hereu al tron.

## Joventut
Als dotze dies de néixer va perdre la seva mare, que va agafar unes febres. El rei Enric, orgullós i satisfet amb el seu naixement, faria el possible per fer feliç el petit príncep. Eduard rebé una educació exquisida i la seva intel·ligència era considerable, malgrat la seva fortalesa física, però aviat va començar a presentar-se una malaltia que malmetria la salut del jove hereu. Els metges pensaren que patia una malaltia congènita, sífilis o tuberculosi i, preveient que el jove no superaria la malaltia, Enric VIII decidí tornar-se a casar amb el pretext de tornar a ser pare d'un fill baró sa.
Quan Jaume V d'Escòcia va morir, Enric VIII proposà casar Maria I d'Escòcia amb Eduard, però els escocesos no ho acceptaren, i com a represàlia els anglesos cremaren Leith i atacaren Edimburg, alhora que devastaven la part sud-oriental del país.

## Duc de Somerset
El 28 de gener de 1547 morí Enric VIII i Eduard pujà al tron com a Eduard VI. Al testament, el rei havia nomenat setze tutors perquè actuessin com a Consell de Regència fins que el jove príncep arribés a la majoria d'edat. Entre aquests tutors va destacar Edward Seymour, Duc de Somerset.
Per validar els desitjos d'Enric, els tutors van buscar la confirmació del seu càrrec per part d'Eduard.
El 13 de març de 1547 Eduard va crear un nou consell format per 26 membres. El consell incloïa tots els tutors excepte Thomas Wriothesley i Edward Seymour, Duc de Somerset. El Duc de Somerset va deixar de ser considerat "un entre iguals"; per contra, se li va permetre actuar sense el consentiment del consell. Es va convertir en "Lord Protector", la persona que realment regia (de fet) els destins d'Anglaterra, mentre que a Eduard se li va donar un paper merament cerimonial.
Una de les primeres accions del duc va ser la de trencar l'aliança existent entre Anglaterra i Escòcia. A la darreria de 1547 les tropes angleses van envair aquest país. Malgrat això, la reina escocesa, Maria Estuard es va casar amb l'hereu de França (futur Francesc II de França), pactant així una aliança molt poderosa.
El Duc de Somerset no podia enfrontar-se a la unió entre França i Escòcia i la seva pròpia posició semblava insegura. El seu germà, Thomas Seymour, va intentar enderrocar-lo. La conspiració va fallar i Thomas Seymour va ser executat el 20 de març de 1549. Aquest mateix any, França va declarar la guerra a Anglaterra. La popularitat del duc va caure i va ser substituït per John Dudley, comte de Warwick. Lord Warwick no es va nomenar "Lord Protector" i va declarar en canvi la majoria d'edat d'Eduard als 16 anys. El 1550, lord Warwick va aconseguir la pau amb França, lliurant els territoris ocupats a Escòcia com a compensació.

## Lord Warwick
L'arribada de Warwick va coincidir amb el declivi del catolicisme romà a Anglaterra. Totes les edicions de la Bíblia anaven acompanyades d'anotacions protestants (especialment presbiterianes). Es van eliminar totes les imatges i símbols catòlic romans de les esglésies. Els dissidents religiosos (catòlic romans, anabaptistes i heterodoxos) van ser empresonats i cremats a la foguera.
Lord Warwick volia augmentar el seu prestigi, i per a això va aconseguir que Eduard el nomenés duc de Northumberland. Warwick iniciava així una campanya per a desacreditar l'anterior Lord Protector, el duc de Somerset.
Es va informar als habitants de Londres que el duc de Somerset pretenia destruir la ciutat; a Eduard se li va explicar que el seu antic tutor el volia enderrocar, empresonar i apoderar-se del tron. En 1551 el duc de Somerset va ser jutjat per traïció, condemnat a mort, i executat el gener de 1552.

## Successió
En 1553 el rei Eduard VI estava a les portes de la mort i encara no s'havia casat ni havia tingut descendència legítima. Llavors li varen proposar nomenar hereva al tron la seva germana major i catòlica, Maria (futura Maria I d'Anglaterra), atès que l'altra germana, Elisabet (futura Elisabet I d'Anglaterra), als ulls del govern i del mateix rei, no servia. Al final, després d'estudiar-ho un temps, el rei Eduard, aconsellat pel Consell de Regència, en no poder desheretar només una de les seves germanastres, decidí excloure tant a Maria com a Elisabet, que era protestant, de la línia de successió en el seu testament, deixar el tron en mans de la seva tia Francesca Grey, però aquesta renuncià a favor de la seva filla Jane Grey.

## Mort
El 6 de juliol de 1553 morí al palau de Greenwich el jove rei Eduard VI, de febres fredes, amb tan sols 15 anys.
La seva mort fou i és encara tot un misteri. Hi ha dues hipòtesis, la primera és la de febres i l'altra que patia dels pulmons i potser morí de pneumònia crònica. Hi ha historiadors que apunten que morí enverinat.
Fou enterrat el 9 d'agost de 1553 a l'abadia de Westminster de Londres dins la capella del seu avi, Enric VII d'Anglaterra, amb un funeral anglicà oficiat per Thomas Cranmer. Per la seva part, la seva germana catòlica, Maria, llavors tancada a la Torre de Londres, va oferir una missa funeral catòlica per l'ànima del seu germà.
La mort d'Eduard VI creà una gran inseguretat i crisi a Anglaterra, que no veia clara la successió i menys amb Joana Grey. La seva mort es va mantenir en secret durant uns dies per poder preparar la pujada al tron de Joana. Les autoritats van jurar la seva fidelitat a la nova reina el dia 10 de juliol. No obstant això, el poble no es va mostrar satisfet amb la nova reina. Finalment, Maria va entrar a Londres el 19 de juliol i Joana es va veure obligada a lliurar-li la corona. La coronació de Joana va ser revocada en considerar que havia estat fruit d'un acte realitzat sota coacció. La seva successió es va considerar, doncs, il·legal.
El Duc de Northumberland va ser executat mentre que, en principi, es va perdonar la vida a Joana i al seu pare Enric Grey. Després de la revolta de Thomas Wyatt però, el 1554, Joana va ser executada.

## Llegat
Després de la mort d'Eduard als quinze anys, es van aixecar rumors que el rei encara seguia viu. Van aparèixer nombrosos impostors que van intentar suplantar la identitat del difunt Eduard. Aquestes suplantacions van continuar durant el regnat de Maria i el d'Isabel. Fins i tot l'autor Mark Twain va representar aquestes suplantacions a la seva novel·la El príncep i el captaire (1882), al qual Eduard VI i un jove de baixa classe social intercanvien llurs identitats. El 1990 Disney en va fer una versió en dibuixos animats.